# ColorSync
ColorSync — програма (технологія) для узгодження передачі кольору, розроблена компанією Apple Inc.

## Про програму
Програма налаштовує усі пристрої, які беруть участь в обробці зображень (монітори, принтери, сканери, цифрові камери) таким чином, щоб кольори на екрані не відрізнялися від кольорів, отримуємих при друкуванні.
Програма ColorSync є частиною системи Mac OS X.